# Казаковка (Караидельский район)
Казаковка (баш. Казаковка) — упразднённая деревня в Караидельском районе Башкирской АССР Российской Федерации. Входила на год упразднения в состав Караидельского сельсовета.
Ныне большей часть территории затоплено Павловским водохранилищем.

## География
Располагалась на р. Байки, вблизи впадения в р.Уфа

### Географическое положение
Расстояние до:
- районного центра (Караидель): 6 км,
- ближайшей ж/д станции (Щучье Озеро): 80 км.

## История
Основана в конце 19 в. бывшими государственными крестьянами на территории Байкинской волости Бирского уезда как выселок Казаковский.
На 1939 год входила в состав Абызовского сельсовета.
Существовала до 1950-х годов.

## Население
В 1897 в 7 дворах проживали 17 человек, 1906 — 59, в 1917 в 13 дворах — 76, в 1920 — 55, в 1939—134.

## Инфраструктура
Основа экономики — сельское хозяйство. В советский период население было занято в колхозе «Заветы Ильича», позднее — в совхозе «Караидельский».